# アムル・イブン・アル＝アース・モスク

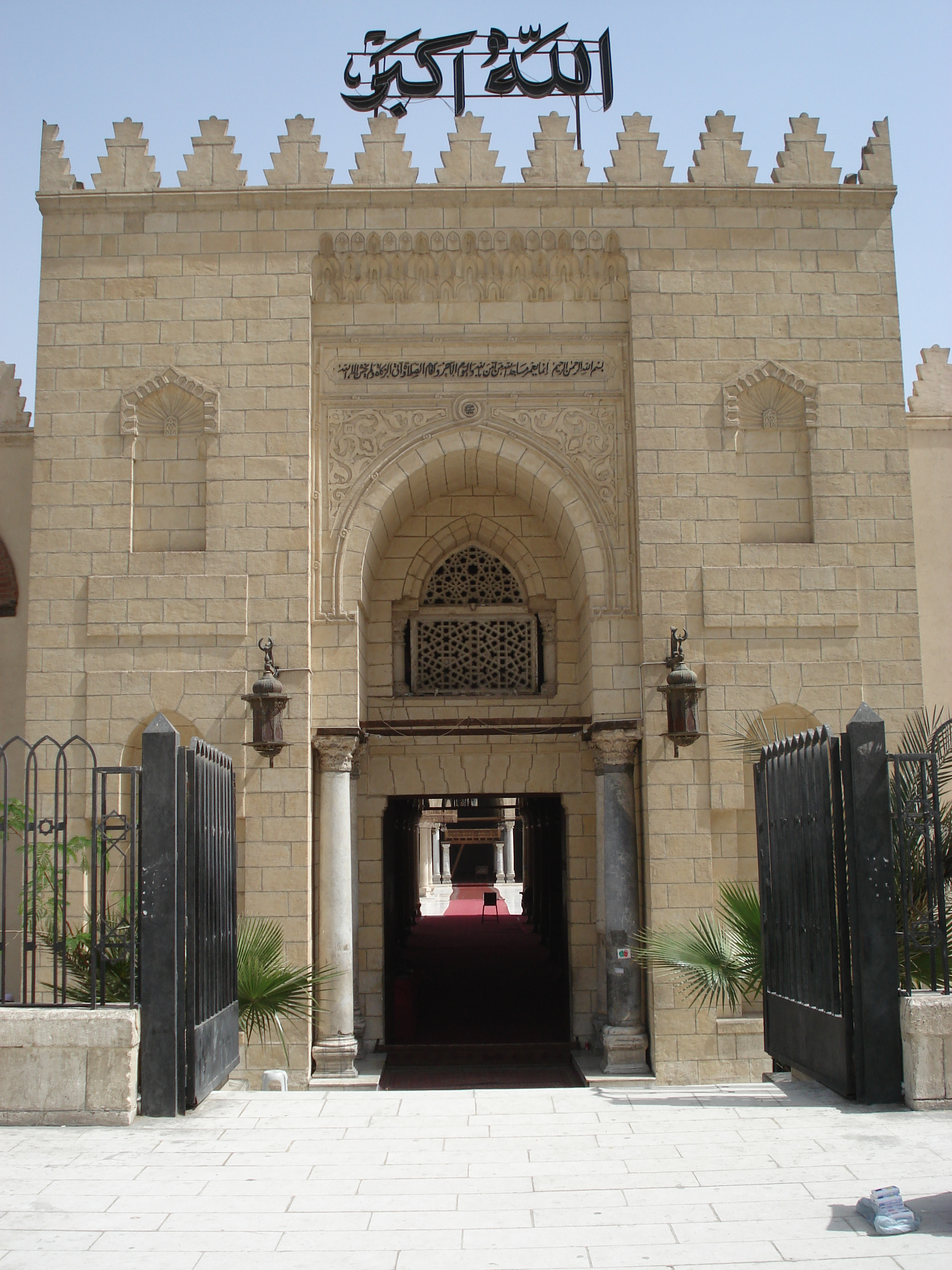
アムル・イブン・アル＝アース・モスクの入り口。屋根に書かれているアラビア語の碑文は、「アッラーフ・アクバル」(アッラーフは偉大なり)と書かれている。

アムル・イブン・アル＝アース・モスク（アラビア語:جامع عمرو بن العاص）は、エジプト・カイロ旧市街にあたるフスタートに建設されたモスクである。642年に建設された。

## 概要
エジプトが東ローマ帝国からイスラーム世界の勢力範囲に変わったのは、第2代正統カリフであるウマルの時代である。アラビア半島、イラク、シリア、エジプト、イランとイスラーム勢力の勢力範囲が拡大する過程において、軍事都市であるミスルが建設された。
その過程で、エジプトにおいては、642年に、将軍アムル・イブン・アル＝アースがエジプトを征服した段階で、アレクサンドリアに代えて、ナイル川左岸にフスタートを建設し、北アフリカ支配の拠点とした。ミスルが建設されると同時に、モスクが建設された。アムル・イブン・アル＝アースのモスクは、エジプト及びアフリカ大陸における最古のモスクである。

## 歴史

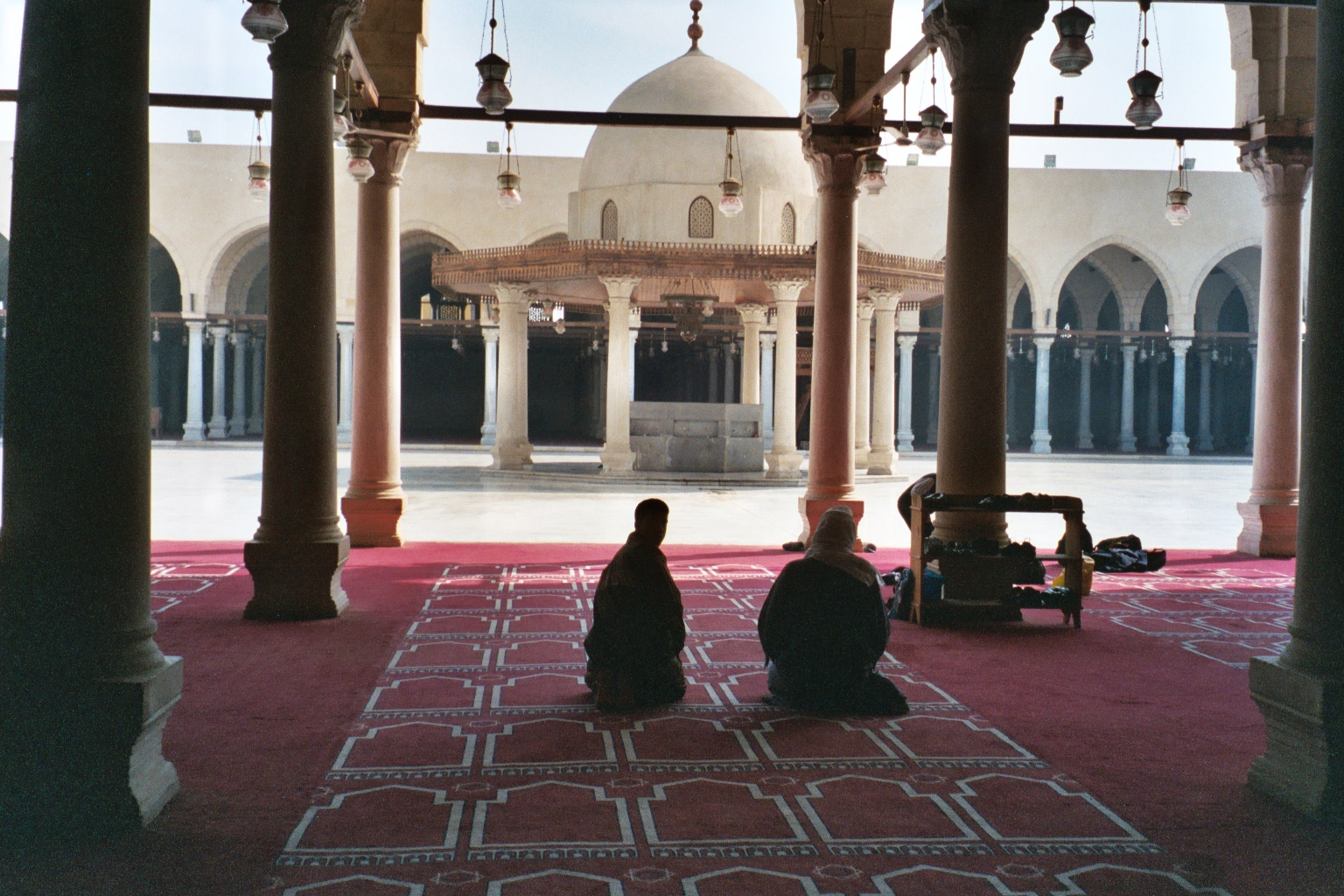
モスクの内部。

アムル・イブン・アル＝アースのモスクが建設されたのは、642年である。エジプトを攻撃するに当たり、アムルは、ナイル川左岸・ナイルデルタ南東部にテントを設置し、そこで宿営することとなった。伝説が言い伝えることによると、エジプトにおける戦闘の直前に、アムルが宿営するテントに、ハトが営巣し、そこで抱卵した。戦後、アムルはウマルから、エジプトにおいて、アレクサンドリアからそう遠くない場所に新しい都市を建設する命令を受けていた。アムルは、ハトが営巣していたテントの場所が聖なる場所であると宣言し、フスタートをそのテントがあった場所に建設した。アムルのモスクは、そのテントがあった場所である。
初期のモスクのレイアウトは簡素であり、29m×17mの長方形であり、椰子、石、泥製のレンガなどで構成され、屋根は木材の板と椰子の葉が設えられた。メッカの方向を指し示すミフラーブは初期には建設されておらず、その代わりに4本の柱がメッカの方角を指し示した。このモスクはアムルとその軍隊において、十分な広さであった。また、そのほかのイスラーム建築の特色であるミナレットは建設されていない。
673年のムアーウィヤの時代には拡張工事が完了した。これにより、モスクの面積は2倍に拡大されると同時にモスクの四隅それぞれにミナレットが建設された。このミナレットの完成により、モスクの周りに住むムスリムはアザーンを聞くことが可能となった。698年には、モスクの再拡張が実施され、面積はさらに倍となった。711年には、凹面の壁がんが設けられた。827年には、キブラの方向と平行する形で7本の新しい通路が建設された。それぞれの通路は、アーケード状に建設され、アーキトレーブが通路の最後の柱に施された。
9世紀の拡張では、アッバース朝のカリフであるマアムーンの指示によって行われた。新たに、モスクの南西方向に拡張工事が実施された、120m×112mに拡張され、現在の面積となると同時に、また、現存するモスク南面の壁が建設されたのもこのときである
ファーティマ朝の時代には、アムルのモスクは5つのミナレットを持つモスクに姿を変えていた。追加された1本のミナレットは、モスクの入り口に建設されていた。しかし、現在のモスクのミナレットは、ファーティマ朝時代までに建設されたミナレットではなく、1800年に再建されたものである。また、ファーティマ朝のカリフであるムスタンスィルは銀の壁がんを設けたが、サラーフッディーンの時代にこの壁がんは撤去された。
1169年、フスタートとアムルのモスクは大火によって破壊を経験する。この大火の指示は、当時のエジプトの大臣であったシャワールによる。シャワールはフスタートを破壊することによって、十字軍の占領を回避することを目的としていた。その後、エジプトはアイユーブ朝の支配に入り、1179年、アムルのモスクもサラーフッディーンの手によって、再建された。
14世紀には、地震後の再建工事が実施された。また、1303年の再建工事において、化粧漆喰細工が施された壁がんがモスクの外壁に設けられたが、現存していない。18世紀には、マムルークのリーダーであるムラード・ベイがモスクの破損のために、一度モスクを取り壊したあとで、再建工事を行った。ムラード・ベイによる再建工事は、1796年、ナポレオン・ボナパルトがエジプト遠征を行う直前に完成している。1875年には、ムハンマド・アリー朝によっての再建工事が実施された。20世紀に入っても絶えず修復工事が施されており、今日に至っている。